# Isidiella
Isidiella ist eine Gattung von Schmetterlingen aus der Familie der Prachtfalter (Cosmopterigidae).

## Merkmale
Die Vertreter der Gattung sind kleine Falter mit lanzettlichen Vorderflügeln und einem spitz zulaufendem Apex. Die Vorderflügel haben eine goldglänzende Grundfärbung und ein Zeichnungsmuster aus großen weißen Costalflecken und fahl goldglänzenden, erhabenen Flecken. Die Hinterflügel sind halb so breit wie die Vorderflügel und laufen sehr spitz zu.
Bei den Männchen ist das Tegumen an der Basis breit, distal ist es rundlich. Das rechte Brachium ist kräftig und etwa ein Viertel länger als das linke. Der Apex ist nicht geweitet. Die Valven sind kurz und spatelförmig. Die rechte Valvella ist sehr groß und reicht bis hinter den Aedeagus. Sie ist dorso-ventral abgeplattet und nach unten gebogen. Die linke Valvella ist stark reduziert oder fehlt ganz. Der Aedeagus ist gerade, die basale Hälfte ist bauchig.
Bei den Weibchen sind die Apophyses posteriores ein Viertel länger als die Apophyses anteriores. Das Sterigma ist sichelförmig. Der Ductus bursae ist ungefähr so lang wie das Corpus bursae oder kürzer. Das Corpus bursae ist oval bis sackförmig und membranös. Hinten befindet sich ein länglicher Fortsatz, der im Ductus seminalis endet. Es sind zwei becherförmige Signa ausgebildet.

## Verbreitung
Die Vertreter der Gattung sind in Mitteleuropa, im Mittelmeerraum und in Südafrika beheimatet.

## Biologie
Die Raupen minieren in Blättern oder leben in Gespinsten an den endständigen Blättern von Korbblütengewächsen (Asteraceae).

## Systematik
Die folgende Artenliste basiert auf dem von Sinev 2002 erstellten World catalogue of cosmopterigid moths. Die Typusart der Gattung ist Stagmatophora nickerlii Nickerl, 1864.
- Isidiella divitella (Constant, 1885)
- Isidiella labathiella (Viette, 1956)
- Isidiella nickerlii (Nickerl, 1864)

## Belege
1. 1 2 3 4 5 6  J. C. Koster, S. Yu. Sinev: Momphidae, Batrachedridae, Stathmopodidae, Agonoxenidae, Cosmopterigidae, Chrysopeleiidae. In: P. Huemer, O. Karsholt, L. Lyneborg (Hrsg.): Microlepidoptera of Europe. 1. Auflage. Band 5. Apollo Books, Stenstrup 2003, ISBN 87-88757-66-8, S. 149 (englisch).
2. ↑  Isidiella bei Fauna Europaea. Abgerufen am 25. Februar 2012
3. ↑  S. Yu. Sinev (2002): World catalogue of cosmopterigid moths (Lepidoptera: Cosmopterigidae). Proceedings of the Zoological Institute, St. Petersburg, Band 293, S. 119–120